# Campionati oceaniani di triathlon del 2016
I Campionati oceaniani di triathlon del 2016 ( edizione) si sono tenuti a Gisborne in Nuova Zelanda, in data 19 marzo 2016.
Tra gli uomini ha vinto l'australiano Marcel Walkington, mentre la gara femminile è andata all'australiana Emma Moffatt.
Nella gara valida per il titolo under 23, ha trionfato tra gli uomini l'australiano Marcel Walkington, mentre tra le donne l'australiana Emma Jeffcoat.
Tra gli junior, infine, ha vinto l'australiano Matthew Hauser tra gli uomini e l'australiana Jessica Claxton tra le donne.

## Risultati

### Élite uomini
| Pos. | Nome              | Paese         | Nuoto    | Bici     | Corsa    | Totale   |
| ---- | ----------------- | ------------- | -------- | -------- | -------- | -------- |
|      | Marcel Walkington | Australia     | 00:18:32 | 00:59:40 | 00:32:47 | 01:52:06 |
|      | Aaron Royle       | Australia     | 00:18:00 | 01:00:19 | 00:32:48 | 01:52:14 |
|      | Jacob Birtwhistle | Australia     | 00:19:09 | 01:01:39 | 00:31:14 | 01:53:02 |
| 4    | Ryan Fisher       | Australia     | 00:19:01 | 01:01:42 | 00:31:31 | 01:53:16 |
| 5    | Declan Wilson     | Australia     | 00:19:13 | 01:01:27 | 00:31:40 | 01:53:30 |
| 6    | Joel Tobin White  | Australia     | 00:19:28 | 01:01:18 | 00:31:52 | 01:53:43 |
| 7    | Danylo Sapunov    | Ucraina       | 00:19:28 | 01:01:17 | 00:32:08 | 01:53:56 |
| 8    | Luke Willian      | Australia     | 00:18:45 | 01:01:58 | 00:32:05 | 01:54:03 |
| 9    | Daniel Coleman    | Australia     | 00:19:22 | 01:01:26 | 00:32:20 | 01:54:10 |
| 10   | Matthew Roberts   | Australia     | 00:18:30 | 00:59:49 | 00:35:18 | 01:54:41 |
| 11   | Braden Currie     | Nuova Zelanda | 00:19:35 | 01:00:19 | 00:34:14 | 01:55:17 |
| 12   | Brandon Copeland  | Australia     | 00:19:00 | 01:01:44 | 00:33:46 | 01:55:40 |
| 13   | Sam Osborne       | Nuova Zelanda | 00:19:16 | 01:01:32 | 00:34:22 | 01:56:13 |
| 14   | James Thorp       | Australia     | 00:19:34 | 01:01:06 | 00:34:28 | 01:56:23 |
| 15   | Fynn Thompson     | Nuova Zelanda | 00:19:26 | 01:01:20 | 00:34:30 | 01:56:26 |
| 16   | Jay Wallwork      | Nuova Zelanda | 00:18:54 | 01:01:50 | 00:35:04 | 01:56:59 |
| 17   | Cameron Good      | Australia     | 00:19:25 | 01:04:41 | 00:33:02 | 01:58:14 |
| 18   | Charlie Quin      | Australia     | 00:19:30 | 01:01:16 | 00:36:23 | 01:58:22 |
| 19   | Andrew Lloyd      | Nuova Zelanda | 00:21:13 | 01:02:50 | 00:34:23 | 01:59:37 |
| 20   | Tim George        | Australia     | 00:20:28 | 01:03:37 | 00:35:19 | 02:00:44 |
| 21   | Zac Barber        | Nuova Zelanda | 00:21:09 | 01:02:50 | 00:36:07 | 02:01:13 |
| 22   | Edward Rawles     | Nuova Zelanda | 00:19:40 | 01:04:17 | 00:37:01 | 02:02:02 |
| 23   | Kieran Mcpherson  | Nuova Zelanda | 00:21:10 | 01:02:55 | 00:37:26 | 02:02:42 |

### Élite donne
| Pos. | Atleta           | Paese         | Nuoto    | Bici     | Corsa    | Totale   |
| ---- | ---------------- | ------------- | -------- | -------- | -------- | -------- |
|      | Emma Moffatt     | Australia     | 00:20:25 | 01:04:32 | 00:36:16 | 02:02:24 |
|      | Emma Jeffcoat    | Australia     | 00:20:23 | 01:04:35 | 00:38:49 | 02:04:58 |
|      | Jaz Hedgeland    | Australia     | 00:22:16 | 01:06:33 | 00:39:18 | 02:09:16 |
| 4    | Maddie Dillon    | Nuova Zelanda | 00:22:14 | 01:06:38 | 00:40:52 | 02:10:54 |
| 5    | Simone Ackermann | Sudafrica     | 00:21:48 | 01:10:38 | 00:39:01 | 02:12:46 |
| 6    | Laura Dennis     | Australia     | 00:22:55 | 01:09:37 | 00:39:45 | 02:13:23 |
| 7    | Kiri Atkin       | Nuova Zelanda | 00:22:57 | 01:09:36 | 00:41:31 | 02:15:20 |
| 8    | Holly Grice      | Australia     | 00:22:47 | 01:09:41 | 00:45:30 | 02:19:16 |

### Junior uomini
| Pos. | Nome                  | Paese         | Nuoto    | Bici     | Corsa    | Totale   |
| ---- | --------------------- | ------------- | -------- | -------- | -------- | -------- |
|      | Matthew Hauser        | Australia     | 00:10:33 | 00:29:06 | 00:15:16 | 00:55:58 |
|      | Daniel Hoy            | Nuova Zelanda | 00:10:32 | 00:29:11 | 00:15:26 | 00:56:18 |
|      | Liam Mccoach          | Australia     | 00:10:39 | 00:29:05 | 00:15:40 | 00:56:32 |
| 4    | Callum McClusky       | Australia     | 00:10:50 | 00:28:57 | 00:15:54 | 00:56:41 |
| 5    | Liam Ward             | Nuova Zelanda | 00:10:36 | 00:29:02 | 00:16:03 | 00:56:48 |
| 6    | Trent Dodds           | Nuova Zelanda | 00:10:37 | 00:29:05 | 00:16:05 | 00:56:52 |
| 7    | Kye Wylde             | Australia     | 00:10:38 | 00:29:00 | 00:16:21 | 00:56:59 |
| 8    | Kurt Mcdonald         | Australia     | 00:10:38 | 00:29:06 | 00:16:20 | 00:57:05 |
| 9    | Jack Van Stekelenburg | Australia     | 00:10:35 | 00:29:04 | 00:16:09 | 00:57:08 |
| 10   | Luke Burns            | Australia     | 00:10:57 | 00:28:47 | 00:16:38 | 00:57:29 |
| 11   | Janus Staufenberg     | Nuova Zelanda | 00:10:34 | 00:29:11 | 00:16:48 | 00:57:36 |
| 12   | Nathan Breen          | Australia     | 00:09:59 | 00:29:43 | 00:16:45 | 00:57:39 |
| 13   | Jonathan Sammut       | Australia     | 00:10:40 | 00:29:01 | 00:16:58 | 00:57:45 |
| 14   | Jack Tierney          | Australia     | 00:10:27 | 00:29:06 | 00:16:54 | 00:57:49 |
| 15   | Nicholas Free         | Australia     | 00:10:46 | 00:29:06 | 00:17:03 | 00:58:03 |
| 16   | Kurt Wesley           | Australia     | 00:10:47 | 00:28:59 | 00:17:26 | 00:58:24 |
| 17   | Noah Deubel           | Australia     | 00:10:52 | 00:28:50 | 00:17:35 | 00:58:30 |
| 18   | Josiah Ney            | Nuova Zelanda | 00:10:59 | 00:28:44 | 00:17:40 | 00:58:37 |
| 19   | Liam Sproule          | Australia     | 00:10:31 | 00:29:08 | 00:17:54 | 00:58:51 |
| 20   | Andrew Watson         | Australia     | 00:11:01 | 00:28:34 | 00:18:06 | 00:58:52 |
| 21   | Henry Gautrey         | Nuova Zelanda | 00:11:11 | 00:28:35 | 00:18:12 | 00:59:08 |
| 22   | Jack Ferris           | Australia     | 00:11:04 | 00:28:42 | 00:18:26 | 00:59:23 |
| 23   | David Martin          |               | 00:10:34 | 00:29:08 | 00:18:43 | 00:59:29 |
| 24   | Hayden Wilde          | Nuova Zelanda | 00:11:42 | 00:30:09 | 00:16:36 | 00:59:40 |
| 25   | Hayden Squance        | Nuova Zelanda | 00:10:50 | 00:29:00 | 00:18:46 | 00:59:44 |
| 26   | Zachary Taylor        | Nuova Zelanda | 00:11:03 | 00:28:47 | 00:19:13 | 01:00:10 |
| 27   | Bradley Cullen        | Nuova Zelanda | 00:11:06 | 00:30:56 | 00:17:14 | 01:00:29 |
| 28   | Lachlan Jones         | Australia     | 00:10:56 | 00:28:53 | 00:19:41 | 01:00:43 |
| 29   | Ryan Young            | Nuova Zelanda | 00:11:15 | 00:30:45 | 00:18:04 | 01:01:08 |
| 30   | Saxon Morgan          | Nuova Zelanda | 00:11:07 | 00:30:49 | 00:18:55 | 01:01:58 |
| 31   | Alexander Evans       | Australia     | 00:11:18 | 00:30:38 | 00:19:23 | 01:02:28 |
| 32   | Mathew Bradbury       | Nuova Zelanda | 00:11:36 | 00:32:15 | 00:17:41 | 01:02:52 |
| 33   | Ryan Church           | Nuova Zelanda | 00:11:08 | 00:30:46 | 00:20:30 | 01:03:37 |
| 34   | Adam Martin           | Nuova Zelanda | 00:11:36 | 00:32:15 | 00:18:40 | 01:03:42 |
| 35   | Jack Finlay           | Nuova Zelanda | 00:11:19 | 00:32:34 | 00:18:52 | 01:03:57 |
| 36   | Quinn Wallwork        | Nuova Zelanda | 00:11:33 | 00:32:25 | 00:19:04 | 01:04:10 |
| 37   | Christian Davey       | Nuova Zelanda | 00:12:27 | 00:33:03 | 00:18:26 | 01:05:01 |

### Junior donne
| Pos. | Atleta            | Paese         | Nuoto    | Bici     | Corsa    | Totale   |
| ---- | ----------------- | ------------- | -------- | -------- | -------- | -------- |
|      | Jessica Claxton   | Australia     | 00:12:01 | 00:00:00 | 00:00:00 | 01:04:22 |
|      | Ellie Hoitink     | Australia     | 00:12:07 | 00:32:40 | 00:18:44 | 01:04:38 |
|      | Zoe Leahy         | Australia     | 00:12:02 | 00:32:42 | 00:18:49 | 01:04:44 |
| 4    | Elle Leahy        | Australia     | 00:11:58 | 00:32:44 | 00:18:52 | 01:04:47 |
| 5    | Sophie Malowiecki | Australia     | 00:12:12 | 00:33:39 | 00:17:44 | 01:04:47 |
| 6    | Kira Hedgeland    | Australia     | 00:11:45 | 00:32:59 | 00:19:46 | 01:05:46 |
| 7    | Grace Hoitink     | Australia     | 00:11:41 | 00:33:02 | 00:19:52 | 01:05:47 |
| 8    | Ainsley Thorpe    | Nuova Zelanda | 00:12:07 | 00:33:41 | 00:18:45 | 01:05:49 |
| 9    | Hannah Knighton   | Nuova Zelanda | 00:12:00 | 00:32:46 | 00:19:50 | 01:05:52 |
| 10   | Jaimee Leader     | Nuova Zelanda | 00:12:01 | 00:32:45 | 00:20:25 | 01:06:20 |
| 11   | Eva Goodisson     | Nuova Zelanda | 00:12:09 | 00:33:41 | 00:19:26 | 01:06:29 |
| 12   | Olivia Thornbury  | Nuova Zelanda | 00:12:07 | 00:33:44 | 00:19:46 | 01:06:48 |
| 13   | Matilda Vidler    | Australia     | 00:12:11 | 00:33:35 | 00:19:58 | 01:07:02 |
| 14   | Katherine Badham  | Nuova Zelanda | 00:13:26 | 00:33:47 | 00:18:40 | 01:07:12 |
| 15   | Amelia Persson    | Nuova Zelanda | 00:13:29 | 00:33:50 | 00:18:41 | 01:07:23 |
| 16   | Rose Dillon       | Nuova Zelanda | 00:12:13 | 00:33:35 | 00:20:32 | 01:07:35 |
| 17   | Laura May         | Australia     | 00:11:49 | 00:32:52 | 00:21:50 | 01:07:49 |
| 18   | Ari Graham        | Nuova Zelanda | 00:12:10 | 00:33:43 | 00:21:26 | 01:08:30 |
| 19   | Emily Jamgotchian | Australia     | 00:12:52 | 00:34:21 | 00:20:23 | 01:08:51 |
| 20   | Anna Wilkinson    | Nuova Zelanda | 00:13:23 | 00:00:01 | 00:23:28 | 01:15:43 |
| 21   | Aimee Elliott     | Nuova Zelanda | 00:12:27 | 00:00:00 | 00:00:00 | 01:16:31 |

### Under 23 uomini
| Pos. | Atleta            | Paese         | Nuoto    | Bici     | Corsa    | Totale   |
| ---- | ----------------- | ------------- | -------- | -------- | -------- | -------- |
|      | Marcel Walkington | Australia     | 00:18:32 | 00:59:40 | 00:32:47 | 01:52:06 |
|      | Jacob Birtwhistle | Australia     | 00:19:09 | 01:01:39 | 00:31:14 | 01:53:02 |
|      | Declan Wilson     | Australia     | 00:19:13 | 01:01:27 | 00:31:40 | 01:53:30 |
| 4    | Joel Tobin White  | Australia     | 00:19:28 | 01:01:18 | 00:31:52 | 01:53:43 |
| 5    | Luke Willian      | Australia     | 00:18:45 | 01:01:58 | 00:32:05 | 01:54:03 |
| 6    | Daniel Coleman    | Australia     | 00:19:22 | 01:01:26 | 00:32:20 | 01:54:10 |
| 7    | Matthew Roberts   | Australia     | 00:18:30 | 00:59:49 | 00:35:18 | 01:54:41 |
| 8    | Brandon Copeland  | Australia     | 00:19:00 | 01:01:44 | 00:33:46 | 01:55:40 |
| 9    | Fynn Thompson     | Nuova Zelanda | 00:19:26 | 01:01:20 | 00:34:30 | 01:56:26 |
| 10   | Jay Wallwork      | Nuova Zelanda | 00:18:54 | 01:01:50 | 00:35:04 | 01:56:59 |
| 11   | Charlie Quin      | Australia     | 00:19:30 | 01:01:16 | 00:36:23 | 01:58:22 |
| 12   | Zac Barber        | Nuova Zelanda | 00:21:09 | 01:02:50 | 00:36:07 | 02:01:13 |

### Under 23 donne
| Pos. | Atleta        | Paese         | Nuoto    | Bici     | Corsa    | Totale   |
| ---- | ------------- | ------------- | -------- | -------- | -------- | -------- |
|      | Emma Jeffcoat | Australia     | 00:20:23 | 01:04:35 | 00:38:49 | 02:04:58 |
|      | Jaz Hedgeland | Australia     | 00:22:16 | 01:06:33 | 00:39:18 | 02:09:16 |
|      | Maddie Dillon | Nuova Zelanda | 00:22:14 | 01:06:38 | 00:40:52 | 02:10:54 |
| 4    | Laura Dennis  | Australia     | 00:22:55 | 01:09:37 | 00:39:45 | 02:13:23 |
| 5    | Kiri Atkin    | Nuova Zelanda | 00:22:57 | 01:09:36 | 00:41:31 | 02:15:20 |
| 6    | Holly Grice   | Australia     | 00:22:47 | 01:09:41 | 00:45:30 | 02:19:16 |